# Jordan Henderson
Jordan Brian Henderson (Sunderland, 17. lipnja 1990.) engleski je nogometaš koji igra na poziciji veznog. Trenutačno igra za Brentford.

## Vanjske poveznice
- Profil na Transfermarktu
- Profil na Soccerwayu  Arhivirana inačica izvorne stranice od 11. travnja 2017. (Wayback Machine)